# Himanta Biswa Sarma
Himanta Biswa Sarma (ur. 1 lutego 1969 w Jorhacie) – indyjski polityk, premier stanowy Assamu (od 2021).

## Życiorys
Urodził się w asamskim Jorhacie, w rodzinie bramińskiej. Kształcił się w prestiżowym Cotton College, uczelni którą ukończyło aż siedmiu z piętnastu szefów assamskiego rządu stanowego. Już podczas studiów zaangażował się w działalność społeczną, przewodniczył związkowi studentów swej alma mater w 1992. Studiował następnie prawo w Government Law College w Guwahati. Doktorat z zakresu prawa uzyskał na Gauhati University.
Wcześnie rozpoczął karierę polityczną, związał się z Indyjskim Kongresem Narodowym (INC). Do stanowego parlamentu kandydował po raz pierwszy w 1996, nie uzyskując mandatu. Miejsce w assamskim Zgromadzeniu Ustawodawczym zdobył po raz pierwszy w 2001. Uzyskiwał następnie reelekcję kolejno w 2006, 2011, 2016 i 2021. Szybko awansował w stanowych strukturach władzy, zdobył zaufanie długoletniego premiera stanowego Taruna Gogoi. Jego wpływy były tak rozległe, że sugerowano, iż to właśnie on w praktyce rządzi Assamem. W 2011 odpowiadał za kampanię wyborczą partii w wyborach stanowych. Rosnące ambicje Sarmy nie spotkały się z pozytywną reakcją ze strony krajowego kierownictwa Kongresu. Ostatecznie w 2014 zrezygnował zatem z piastowanych funkcji ministerialnych, w 2015 związał się z rządzącą na poziomie federalnym, prawicową i nacjonalistyczną Indyjską Partią Ludową (BJP).
Himanta Biswa Sarma na przestrzeni dwóch dekad wchodził w skład rozmaitych rządów stanowych. Odpowiadał za resorty rolnictwa, planowania i rozwoju, finansów, zdrowia oraz edukacji. Kierował również ministerstwem odpowiadającym za wcielenie w życie porozumienia assamskiego, zawartego z rządem federalnym.
Ceniony przez komentatorów za swoje zdolności administracyjne i organizacyjne, odegrał kluczową rolę w ekspansji BJP w stanach północnego wschodu Indii. Stanął na czele zdominowanej przez Indyjską Partię Ludową koalicji regionalnych partii politycznych (NEDA). Był jedną z osób stojących za zwycięstwem BJP w assamskich wyborach stanowych tak w 2016, jak i w 2021. Odpowiadał zarówno za politykę rządu stanowego wobec kryzysu wywołanego pandemią COVID-19, jak i wobec protestów przeciwko kontrowersyjnej nowelizacji ustawy o obywatelstwie. Po wyborach z 2021 otrzymał misję sformowania gabinetu. Jego rząd zaprzysiężony został 10 maja 2021.
Oskarżany jest o korupcję. Znany jest z pracowitości oraz podejmowania częstych podróży po Assamie. Cieszy się dużą popularnością, zwłaszcza wśród ludzi młodych, określających go często mianem wujaszka.

## Życie prywatne
7 czerwca 2001 poślubił Riniki Bhuyan. Para doczekała się dwójki dzieci.